# Peitone
Peitone o Pitone (greco: Πείθων o Πίθων, Peithon o Pithon; 355 a.C. circa – 316 a.C.) fu uno degli somatophylakes di Alessandro Magno, poi uno dei Diadochi suoi successori col titolo di satrapo della Media.
Figlio di Crateuas di Eordaia (una provincia occidentale della Macedonia), Peitone divenne uno dei sette (poi otto) somatophylaken di Alessandro nel 325 a.C., ma non ottenne mai un comando importante, forse in quanto Alessandro non si fidava della sua ambizione. Intorno al 328 a.C. fu catturato assieme alle proprie truppe da Spitamene, che comandava la rivolta delle satrapie della Sogdiana e della Battria; nel 327 a.C. circa ottenne un comando militare nel basso Indo, la satrapia di Oxyarte, mentre nel 326 a.C. fu nominato trierarca della flotta dell'India. Nel 325 a.C. Alessandro gli affidò l'organizzazione a satrapia della regione del Sindh, che stava per ribellarsi all'occupazione macedone. Peitone era tra i "compagni" (eteri) di Alessandro presenti alla cena durante la quale morì il sovrano macedone, nel giugno 323.
Alla spartizione di Babilonia, in cui i Diadochi si dividono l'impero di Alessandro dopo la sua morte, Peitone ottiene la satrapia della Media: si trattava di una satrapia molto vasta e molto importante, in quanto da qui passavano le strade che congiungevano l'oriente e l'occidente dell'impero; Peitone fu allora costretto a cedere ad Atropate la zona settentrionale della satrapia, che divenne da allora nota come Media Atropatene. Per volere di Perdicca, chiliarca dell'impero, Peitone dovette sopprimere l'insurrezione dei coloni greci (o meno probabilmente macedoni) in Battria scoppiata dopo la morte di Alessandro. Per questa operazione ricevette il comando di 3800 soldati macedoni che erano stati estratti a sorte, in quanto poco propensi a tornare nel cuore dell'Asia, poi rinforzati da truppe delle satrapie orientali. Sconfisse grazie ad un tradimento l'esercito dei ribelli, stimato a 20.000 fanti e 3000 cavalieri, ma, invece di sterminare i rivoltosi come ordinato da Perdicca, permise loro di tornare alle proprie colonie, per ottenere il consenso degli abitanti greco-macedoni in previsione di una futura presa di potere nella zona; ad ogni modo, i soldati di Peitone non rispettarono i termini della pace e, non volendo rinunciare al bottino promesso loro da Perdicca, sterminarono i coloni.
Nel 322 a.C. prese probabilmente parte, assieme a Perdicca, alla conquista della Cappadocia in favore di Eumene di Cardia; sicuramente accompagnò Perdicca nella sua spedizione in Egitto contro Tolomeo nel 321 a.C., in quanto, assieme ai generali Seleuco e Antigono, organizzò la congiura che portò all'assassinio di Perdicca. A seguito di questo evento, Peitone avrebbe dovuto fare da reggente ai due sovrani (Filippo III, fratellastro minorato di Alessandro, e Alessandro IV, suo figlio infante), ma i Diadochi non si fidavano di Peitone e l'incarico fu mantenuto da Tolomeo fino all'arrivo di Antipatro.
Alla spartizione di Triparadiso, concordata dai Diadochi nel 321 a.C. dopo la morte di Perdicca, Peitone si vide confermata la satrapia di Media. Cercò di conquistare la Pertia per affidarla al fratello Eudamo, ma fu sconfitto da una coalizione di satrapie (Mesopotamia, Persia, Carmania, Arachosia, Aria-Drangiana e Gandhara) sostenuta da Peucesta. Peitone dovette fuggire a Babilonia da Seleuco e aiutarlo nella sua lotta contro Eumene (317 a.C.). Eumene era stato incaricato di sconfiggere Antigono Monoftalmo: propose senza successo un'alleanza a Seleuco e Peitone, ma i due preferirono allearsi con Antigono. Peitone combatté a fianco di Antigono nelle battaglie di Paraitacene e della Gabiene, comandandone la cavalleria leggera. Dopo la morte di Eumene (316 a.C.), Peitone manifestò l'ambizione di controllare le satrapie dell'Asia superiore e di unire alla propria causa una parte delle truppe di Antigono: questi finse di non essere a conoscenza del tradimento e invitò Peitone nei suoi quartieri d'inverno ad Ecbatana, dove lo fece giustiziare all'inizio del 316 a.C.